# 송하전쟁
송-하 전쟁(중국어 정체자: 宋夏戰爭)은 북송, 서하, 요나라가 10세기 말부터 12세기 초까지 벌인 일련의 군사 분쟁이다. 산발적인 충돌이 계속되었음에도 불구하고, 북송은 금송 전쟁과 1127년 카이펑이 여진이 이끄는 금나라에 함락된 정강의 변 이후 서하와의 육상 국경을 상실했다.
틀:Campaignbox Tangut wars

## 이계천의 반란 (982–1004)
982년, 정난절도사의 통치자 이기팽은 송나라에 복종하여 카이펑에서 편안한 삶을 조건으로 직위를 교환하기로 결정했다. 그의 형제 이계천은 이에 동의하지 않고 송나라의 행정 지배를 거부했다. 이계천은 도적 무리를 이끌고 송나라의 지배에 저항했다. 984년, 송나라가 그의 진영을 공격하여 그의 어머니와 아내를 포로로 잡았지만, 그는 간신히 탈출했다. 그는 985년에 인주를 점령함으로써 이 패배에서 회복했다.
인주와 함께 이계천은 많은 보급품을 획득하여 그의 추종자들을 늘릴 수 있었다. 986년, 이계천은 거란에 복종했고 989년, 이계천은 거란 귀족과 결혼했다. 이계천은 또한 송나라에 상징적인 복종을 표했지만, 송나라는 그의 의도를 납득하지 못했다. 이기팽은 송나라에 의해 이계천을 제거하기 위해 파견되었으나, 994년 5월 6일 전투에서 패배하고 하주로 도망쳤다. 이계천은 9월 9일에 조공을 보냈고, 10월 1일에는 그의 남동생을 송나라 조정에 보냈다.
북송 태종은 이러한 제스처를 받아들였으나, 이계천은 다음 해에 다시 송나라 영토를 약탈하기 시작했다. 996년 4월, 태종은 이계천을 진압하기 위해 병력을 보냈는데, 이계천은 5월에 링주를, 997년 11월에 다시 약탈했다. 998년 이후 잠시 동안 이계천은 송나라의 종주권을 받아들였으나, 1001년 가을에 다시 약탈을 시작했다. 이계천은 1004년 1월 6일 화살 부상으로 사망했다. 그의 아들이자 후계자인 이덕명은 그의 선임자보다 송나라에 더 우호적이었다.

### 원호의 부상
이덕명은 요나라와 송나라 모두에게 조공 사절을 보냈다. 동시에 그는 탕구트 영토를 서쪽으로 확장했다. 1028년, 그는 그의 아들 이원호를 보내 감주 위구르를 정복하게 했다. 2년 후 귀의군은 탕구트에게 항복했다. 이원호는 칭하이성 지역 또한 침략했으나 새로이 부상한 티베트 왕국 총카에게 격퇴당했다. 1032년, 이원호는 서량부의 티베트 연합을 병합했고, 곧 그의 아버지가 사망하여 그가 탕구트 국가의 통치자가 되었다.

## 이원호의 침략 (1040–1044)

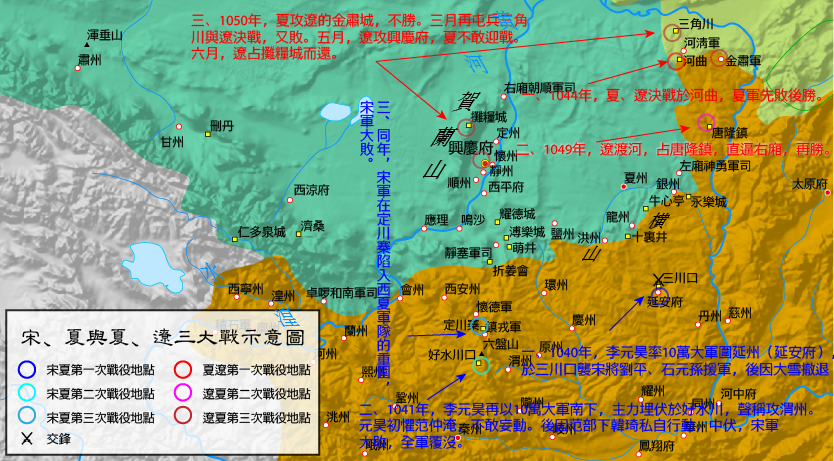
1040년부터 150년까지 송나라, 요나라, 서하 제국 국경에서 발생한 분쟁 지역

1032년 그의 아버지 이덕명이 사망하자 이원호는 탕구트 성인 위명을 채택했다. 그는 15세에서 60세 사이의 모든 건장한 남성을 징집하여 15만 명의 강력한 군대를 확보했다. 1036년까지 그는 서쪽에 있는 감주 위구르와 귀의군을 모두 병합했다. 1038년, 이원호는 스스로를 대하의 황제로 선언했다. 이에 송나라는 국경 무역을 중단하고 그의 머리에 현상금을 걸었다.
군사화된 왕국을 위한 중국식 중앙 정부를 수립한 것 외에도(16개의 국을 포함), 그는 5개의 군사 구역에 걸쳐 18개의 군사 통제 위원회를 지정했다: (1) 요나라를 상대할 병력 7만 명, (2) 환주, 청주, 진융, 원주를 상대할 병력 5만 명, (3) 부얀 순찰구와 임주, 부주에 대항할 병력 5만 명, (4) 서쪽의 서번과 회골을 상대할 병력 3만 명, (5) 하란산맥 동쪽 기슭에 병력 5만 명, 영주에 5만 명, 흥주와 흥경부에 걸쳐 7만 명. 총 37만 명의 병력이 이원호의 지휘 아래 있었다. 이들은 기마 부대였으며, 격렬한 전쟁과 아마도 병력을 채우기 위해 징집된 비전투 기마병의 과도한 사용으로 병력이 부족한 상태였다. 그는 5천 명의 6개 부대 호위대와 3천 명의 정예 기병대인 철기(鐵騎)를 유지했다. 이는 상대적으로 얕은 경제 기반 위에 엄청난 군사력을 집중시킨 것이었다.
 — 마이클 C. 맥그래스
1039년 겨울부터 1040년 겨울까지 이원호는 10만 명 이상의 병력으로 연주(옌안의 옛 이름)를 포위했다. 연주 지사 번용은 그의 군사 부사령관 유평에게 모순된 명령을 내려, 그가 그의 병력(9천 명)을 무작위로 이동시켜 삼천관에서 서하 군대(5만 명)에게 패배당하도록 만들었다. 유평은 포로로 잡혔다. 수비수들의 평범한 활약에도 불구하고, 이원호는 겨울 폭설이 내리자 포위를 풀고 연주를 내려다보는 요새들의 고리 안으로 후퇴해야 했다.
그 겨울 늦게 임보가 지휘하는 송나라 군대 3만 명이 돌아왔다. 그들은 소규모 적군을 격퇴했고, 이는 그들이 신속하게 진격하여 주력 탕구트 군대와 맞서도록 고무했다. 호수천에서 더 큰 탕구트 군대와 교전한 후, 이원호는 후방 공격으로 그들을 기습하여 송나라 군대를 전멸시켰다. 그러한 승리에도 불구하고, 이원호는 수도에서 교대하는 20만 명의 병력이 주둔한 송나라 요새에 대해 아무런 진전을 이루지 못했고, 어떤 영토도 점령할 수 없었다.
1041년, 송나라는 여러 차례의 교전에서 탕구트를 물리치고 그들이 진격하는 것을 막았다.
1042년, 이원호는 남쪽으로 진격하여 정천 요새를 포위했다. 수비 지휘관 갈회민은 겁을 먹고 도망치기로 결정했으며, 그의 19,000명의 병력을 학살당하도록 버려두었다. 송나라는 두 개의 병력을 파견하여 대응했는데, 하나는 탕구트의 후방을 위협했고 다른 하나는 탕구트의 선봉을 격파했다. 다시 이원호는 상당한 영토를 얻는 데 실패했다. 그의 병력 절반이 소모로 사망했고, 2년 후 서하는 더 이상 그의 군사적 노력을 지원할 수 없었다. 탕구트군은 위주와 임주에서 송나라 군대에 의해 격퇴당하는 작은 패배를 겪기 시작했다.
1043년까지 산시성에는 수십만 명의 훈련된 현지 궁수와 석궁 민병대가 있었고, 그들의 궁술 기술은 이제 일반적으로 효과적이었다. 방어(또는 공격)에 결정적인 것은 전면전의 금전적 비용과 사회적 비용으로부터 송나라를 보호하기 위해 현지 비중국인 동맹을 사용하는 것이었다. 1042년 중반까지 범중엄과 같은 사람들이 번족을 중간 지역에 정착시키려는 누적된 노력은 성과를 거두고 있었다. 이때 번족 전반과 특히 강족은 서하보다 송나라 편에 훨씬 더 많이 서고 있었다. 또한 이때까지 이원호의 기동성을 제한하고 그에 대한 상호 지원을 개선하기에 충분한 요새와 성벽 도시가 있었다.
 — 마이클 C. 맥그래스
요나라는 송나라의 절박한 상황을 이용하여 연간 조공을 비단과 은 각각 10만 단위씩 증액했다. 송나라는 요나라에 도움을 요청했고, 그 결과 요 흥종은 1044년 10만 명의 병력을 이끌고 서하를 침공했다. 요나라군은 초기 승리를 거두었으나 서하의 수도를 점령하는 데 실패했고 이원호의 수비수들에게 잔인하게 학살당했다. 송나라 스파이에 따르면, 요나라 사망자들을 실은 수레가 사막을 가로질러 줄지어 있었다고 한다.
자원을 소진한 이원호는 송나라와 평화 협정을 맺었고, 송나라는 그가 서하 영토의 왕임을 인정하고 연간 비단, 은, 차 각 25만 단위를 조공으로 지불하기로 합의했다.

## 이종의 약탈 (1064, 1066–1067)
1064년, 서하 의종은 송나라를 약탈했다. 1066년 가을, 그는 두 차례 더 약탈을 감행했고 9월에는 경주에 대한 공격이 시작되었다. 탕구트군은 여러 요새화된 정착촌을 파괴했다. 송나라군은 기병 증원군이 도착하기 전까지 3일 동안 포위되었다. 이종은 석궁에 부상을 입고 후퇴할 수밖에 없었다. 탕구트군은 나중에 또 다른 약탈을 시도했지만 실패했고, 송나라군의 야간 공격으로 탕구트군은 흩어졌다.
이종은 청탕에서 재집결하여 12월에 경주에 또 다른 공격을 감행했지만, 북송 영종이 분쟁을 확대하겠다는 위협을 하자 철수했다. 다음 해, 송나라 지휘관 충어는 수주를 공격하여 점령했다. 3년 후, 탕구트족은 보복으로 다시 송나라 영토를 침략했지만, 중요한 영토를 점령하는 데 실패했다.

## 신종의 침략 (1081–1085)

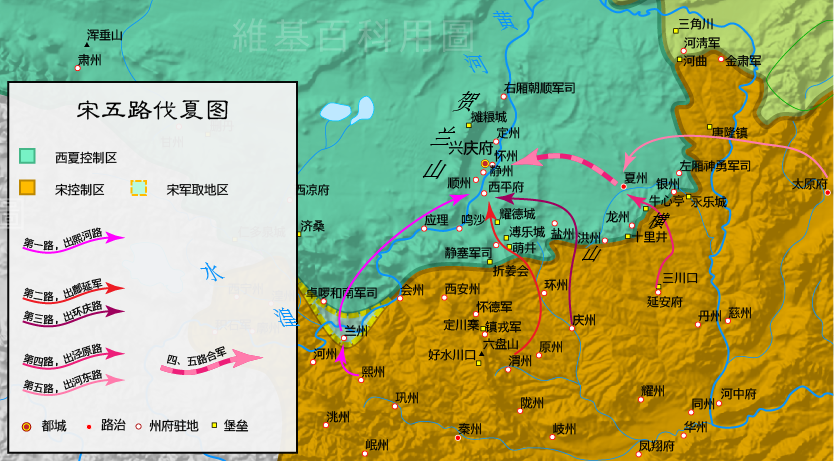
1081년 서하 침공 송나라의 5개 경로

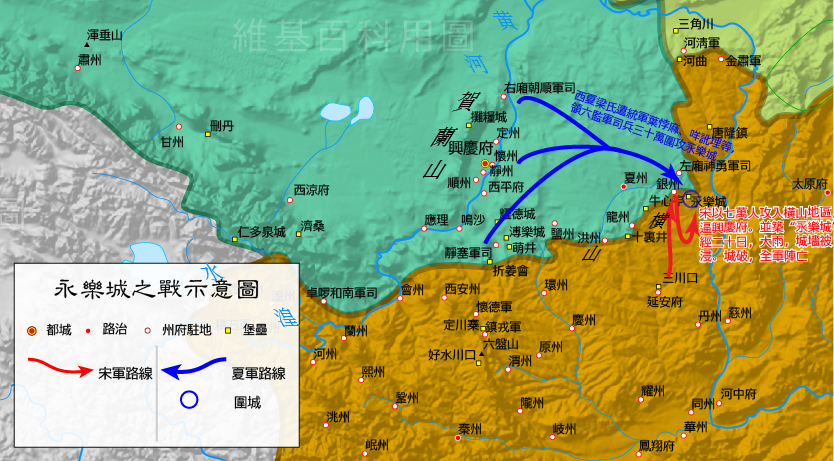
1082년 서하의 반격

1081년, 송나라는 서하에 대한 5방향 공격을 시작했다. 초기 승리에도 불구하고, 송나라 군대는 서하의 수도 흥경을 점령하는 데 실패했고, 이후 3년간 방어 태세를 유지했다. 서하의 반격 또한 초기 성공을 거두었지만, 란저우를 여러 번 점령하는 데 실패했다. 1085년, 전쟁은 북송 신종의 사망과 함께 끝났다.

### 조직
송나라는 서하에 맞서 5개 군을 보냈다.
1. 이현 - 1072년 총카에 대한 이전 캠페인에 참여했던 궁중 환관. 그는 서하를 남서쪽에서 5만 명의 병력으로 침공했다.
2. 충어 - 동북쪽에서 9만 6천 명의 군대를 이끌었던 보좌관.
3. 왕중정 - 1072년 총카 캠페인에 참여했던 환관. 서북쪽에서 6만 명의 군대를 이끌었다.
4. 고준우 - 북송 신종의 외삼촌. 1073년 민주 정복에 참여했다. 경주에서 8만 7천 명의 병력을 이끌었다.
5. 유창좌 - 환관. 총카의 동전이 보낸 3만 명의 티베트 보조병과 함께 남쪽에서 5만 명의 병력을 이끌었다.

### 전쟁
1081년 여름, 5개 송나라 군대가 서하를 침공했다. 충어는 서하 군대를 격파하고 8천 명을 사살했다.
10월, 이현은 란저우를 점령했다.
10월 15일, 유창좌의 5만 명 군대는 양태후의 형제가 이끄는 3만 명의 서하 군대와 만났다. 유의 지휘관들은 그에게 방어 태세를 취하라고 조언했지만, 그는 거부하고, 방패 전사들을 이끌고 두 줄의 석궁병과 기병을 뒤에 두었으며, 그 자신은 두 개의 방패를 들고 선두에 섰다. 전투는 몇 시간 동안 지속되었고, 서하 군대는 2,700명의 사상자를 내고 후퇴했다. 그 후, 유는 명사 마을에서 많은 서곡 보급품을 획득하고 영주로 향했다.
유의 선봉대는 수비수들이 문을 닫을 기회도 갖기 전에 마을 문을 공격하여 수백 명의 사상자를 내고 1천 마리 이상의 소를 빼앗고 후퇴했다. 유는 고준우에게 영주 점령을 도와달라고 요청했지만, 고는 거절했다. 그러자 유는 대신 서하의 수도를 점령하자고 제안했지만, 고는 이 역시 거절하고, 대신 영주를 점령할 수 없었다는 것을 모욕으로 받아들였다. 고는 송나라 조정에 사건의 자신의 버전을 보고했고, 유를 지휘에서 해임하고 두 부대를 합병했다.
11월까지 서하는 오르도스고원 중부를 포기하고 하주를 잃었다.
11월 20일, 왕중정은 유주를 점령하고 주민들을 학살했다. 이때 왕은 보급품이 부족해질 것을 우려하여 충어와 보급품 문제로 다투었다. 그는 서하 침략자들에게 그들의 위치를 알리는 것을 두려워하여 병사들이 식사를 조리하는 것을 금지했다. 그의 병사들은 익히지 않은 음식으로 병에 걸리고 굶주리기 시작했으며, 어쨌든 적 기병의 공격을 받았다. 왕은 충어가 그의 후퇴를 엄호하는 동안 철수하라는 명령을 받았다. 왕은 2만 명의 병력을 잃었다.
12월 8일, 고준우는 영주를 공격하기로 결정했지만, 공성 장비를 가져오는 것을 잊었고, 건설할 나무도 충분하지 않다는 것을 깨달았다. 고는 유창좌에게 분통을 터뜨렸고, 그를 처형하려 했다. 유의 병사들은 반란 직전이었으나, 순찰 판사 번춘추가 고를 설득하여 유와 화해하게 했다. 12월 21일, 서하군은 황하를 따라 제방을 무너뜨려 포위하던 두 송나라 군대 진영을 침수시켜 후퇴하게 했다. 서하군의 괴롭힘으로 후퇴는 패주로 변했다.
1081년 말까지, 충어만이 현역 지휘를 맡고 있었다.
1082년 9월, 서하는 30만 명의 대군으로 반격하여 미즈 서쪽의 요새 도시 영락을 포위했다. 서하는 송나라의 구원 시도를 막기 위해 기병대를 파견했다. 수비 지휘관 서희는 병력을 도시 문 밖에 배치했지만, 적군이 강을 건너는 동안 공격하기를 거부했다. 그리고 탕구트 철기 기병이 공격하여 수비군을 전멸시켰을 때 병사들이 안으로 들어오는 것을 허락하지 않았다. 영락이 함락되면서 송나라는 17,300명의 병력을 잃었다.
1083년 3월, 서하 군대가 란저우를 공격했다. 수비 지휘관 왕문여는 야간에 소규모 병력을 이끌고 서하 진영에 기습 공격을 가하여 그들을 후퇴시켰다. 탕구트족은 4월과 5월에 란저우를 점령하기 위해 두 번 더 시도했지만 모두 실패했다. 임주에 대한 동시 공격 또한 실패했다.
여러 차례 패배한 후, 서하는 송나라에 평화 요구를 했지만, 송나라는 이를 거부했다.
1084년 1월, 서하군은 란저우를 점령하기 위한 마지막 시도를 했다. 포위는 10일 동안 지속되었고, 탕구트군은 보급품이 바닥나 후퇴할 수밖에 없었다.

### 평화
전쟁은 1085년 4월 신종의 사망으로 끝났다. 100명의 중국인 포로를 교환하는 대가로, 송나라는 점령했던 6개 도시 중 4개를 반환했다. 송나라와 서하 사이의 적대 관계는 5년 후 다시 발발했고, 1127년 정강의 변으로 송나라가 카이펑을 잃을 때까지 산발적으로 계속되었다.

## 진군 및 요새화 (1097–1099)
진군 및 요새화는 북서부의 서하 영토를 점령하기 위한 송나라의 군사 전략이자 캠페인이었다. 이 캠페인은 강 계곡과 산맥을 따라 주요 거점을 요새화하여 서하의 입지를 약화시키는 데 중점을 두었다. 1096년, 송나라는 서하에 대한 조공을 중단했고, 다음 해에는 두 갈래의 "진군 및 요새화" 캠페인을 시작했다. 1097년부터 1099년까지 송나라군은 오르도스고원 전역에 40개의 요새를 건설했다. 1098년, 서하의 양태후는 평하를 탈환하기 위해 10만 명의 군대를 파견했다. 탕구트군은 송나라의 고지대 진지를 점령하려는 시도에서 완전히 패배했고, 그들의 장군 위명아매와 매이덕포는 모두 포로로 잡혔다.

## 송나라의 총카 병합 (1103–1106)

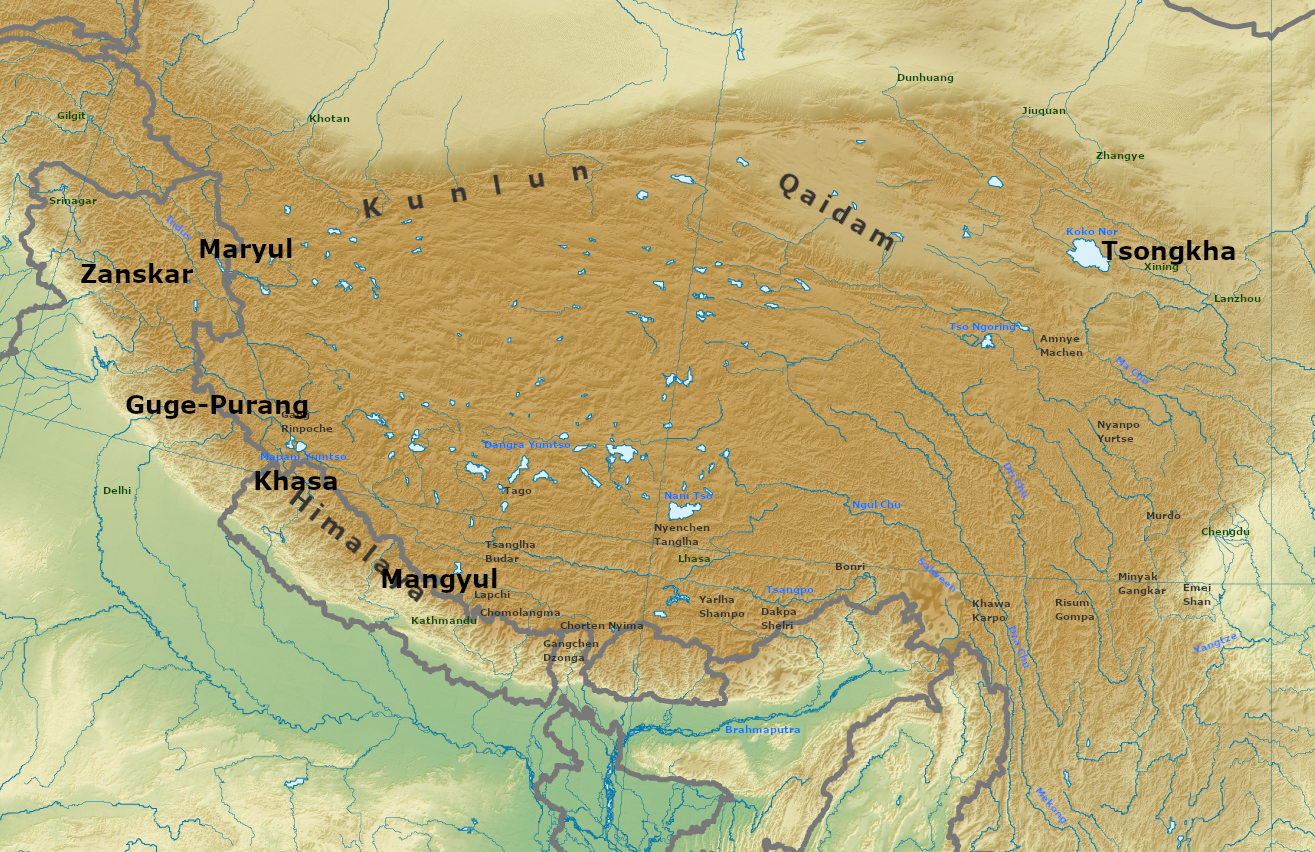
티베트 분열 시대의 총카와 기타 티베트 왕국

1103년, 송나라는 총카를 병합하고 다음 해 동안 토착 저항 세력을 제거하는 데 힘썼다. 송나라 영토의 확장은 서하의 남쪽 국경을 위협하여 1104년과 1105년에 서하의 침략을 초래했다. 결국 서하는 란저우와 청탕에 대한 전면 공격을 시작했다.
1097–1099년의 진군 및 요새화 캠페인 이후, 서하군은 더 이상 송나라 진지를 격파할 수 없었다. 주요 도시를 점령하는 데 실패한 탕구트군은 난폭하게 날뛰며 수만 명의 현지 민간인을 살해했다. 다음 해 서하 숭종은 송나라와 평화 협정을 맺었지만, 국경을 명확하게 획정할 수 없어 1113년에 또 다른 전쟁으로 이어졌다.

## 휘종의 침략 (1113–1119)
1113년, 서하는 송나라와의 분쟁 지역에 요새를 건설하기 시작했고, 청탕 지역을 점령했다. 이러한 도발에 격분한 북송 휘종은 동관을 파견하여 탕구트를 추방했다. 1115년, 유법의 지휘 아래 15만 명의 병력이 서하 영토 깊숙이 침투하여 구구룡의 탕구트 수비대를 학살했다. 한편, 왕후와 유충무는 새로 건설된 탕구트 요새 장디허를 공격했다. 포위는 실패로 끝났고, 침공군의 절반이 사망했다.
왕은 동관에게 황제에게 사상자 수를 비밀로 해달라고 뇌물을 주었다. 다음 해, 유법과 유충무는 인더취안이라는 탕구트의 성벽 도시를 점령했다. 10만 명의 병력이 추가로 장디허에 파견되어 요새를 점령하는 데 성공했다. 서하는 1116–1117년 겨울에 성공적인 반격을 가했다. 송나라 측의 막대한 사상자에도 불구하고, 동관은 서하를 완전히 제거하겠다는 의지를 굽히지 않았다. 그는 유법에게 20만 명의 병력을 이끌고 서하 제국의 중심부로, 수도 지역을 직접 겨냥하여 진격하라고 명령했다.
그것은 곧 자살 임무임이 분명해졌다. 송나라 군대는 서하 왕자 차가가 이끄는 더 큰 탕구트 군대와 도시 밖에서 마주쳤다. 탕구트 군대는 송나라 군대를 포위하여 절반을 살해했고, 나머지는 밤중에 후퇴했다. 탕구트족은 송나라를 추격하여 다음 날 다시 격파했다. 유는 참수당했다. 1119년 휴전이 선포되었고 휘종 황제는 서하에 사과문을 발표했다.

## 참고 문헌
- Forage, Paul C. (1991), “The Sino-Tangut War of 1081-1085”, 《Journal of Asian History》 25 (1): 1–28, JSTOR 41930788
- Lorge, Peter (2005), 《War, Politics, and Society in Early Modern China, 900-1795》, Routledge
- Lorge, Peter (2015), 《The Reunification of China: Peace through War under the Song Dynasty》, Cambridge University Press
- Nie, Lina (2015), 《A Grand Strategy or a Military Operation? A Reconsideration of the Liangzhou Campaign of 1081》
- McGrath, Michael C. (2008), 《Frustrated Empires: The Song-Tangut Xia War of 1038-1044》
- Mote, F. W. (2003), 《Imperial China: 900–1800》, Harvard University Press, ISBN 978-0674012127
- Smith, Paul Jakov (2015), 《A Crisis in the Literati State》
- Tseng-Yü, Wang; Wright, David C. (2015), 〈A history of the Sung military〉, 《The Cambridge History of China》, 214–249쪽, doi:10.1017/CHO9781139193061.005, ISBN 9781139193061
- Twitchett, Denis (1994), 〈The Liao〉, 《The Cambridge History of China, Volume 6, Alien Regime and Border States, 907-1368》, Cambridge: Cambridge University Press, 43–153쪽, ISBN 0521243319
- Twitchett, Denis (2009), 《The Cambridge History of China Volume 5 The Sung dynasty and its Predecessors, 907-1279》, Cambridge University Press